# Madridanos
Madridanos település Spanyolországban,  Zamora tartományban. Madridanos Moraleja, Villaralbo és Sanzoles községekkel határos. Lakosainak száma 453 fő (2024).

## Népesség
A település népessége az utóbbi években az alábbiak szerint változott:
| Lakosok száma | 555  | 534  | 534  | 529  | 508  | 500  | 472  | 458  | 467  | 453  |
|               | 2001 | 2004 | 2007 | 2009 | 2012 | 2014 | 2017 | 2019 | 2022 | 2024 |